# Academia Literară Digitală Ungară
Academia Literară Digitală Ungară (în maghiară Digitális Irodalmi Akadémia - DIA) a luat ființă la 2 iunie 1998 pentru a face cunoscute și disponibile oriunde în lume textele literare deosebit de valoroase ale scriitorilor și poeților maghiari. 
Scriitorii laureați ai Premiului Kossuth aleg în fiecare an câte un nou scriitor care să fie prezent pe Biblioteca virtuală a Academiei Literare Digitale Ungare. Acest scriitor încheie un contract cu Academia Literară Digitală Ungară, pe baza căruia pune la dispoziția Academiei toate operele sale publicate până la o dată stabilită în contract. Academia Literară Digitală are dreptul să publice operele lor pe pagina de internet, în schimb scriitorii primind lunar o sumă care este de aproximativ patru ori salariul minim pe economie valabil la momentul plății.
Biblioteca virtuală are peste 1.300 volume. Biblioteca virtuală a Academiei Literare Digitale Ungare s-a înființat cu 39 de membri, iar incluzând autorii deja decedați, are în total 69 de membri.
Din 2008 autorii pot fi aleși și postum. Conform statutului, numărul membrilor în viață nu poate să scadă sub 30 de persoane și nu poate să crească peste 40 de persoane. 

## Lista autorilor
- István Ágh (1998, fondator)
- István Bella (2003)
- Bertha Bulcsu  (1999, postum)
- László Bertók (1998, fondator)
- Ádám Bodor  (1998, fondator)
- Sándor Csoóri (1998, fondator)
- Győző Csorba (2000, ales postum)
- István Csukás (2000)
- László Darvasi (2011)
- László Dobos (1998, fondator)
- Péter Esterházy (1998, fondator)
- György Faludy (1998, fondator)
- Endre Fejes (1998, fondator)
- Sándor Fekete (1998)
- Milán Füst (2000, ales postum)
- Ágnes Gergely  (2000)
- László Gyurkó  (1998, fondator)
- Tibor Gyurkovics (1998, fondator)
- Győző Határ (1998, fondator)
- Miklós Hubay (1998, fondator)
- Gyula Illyés (1998, ales postum)
- Zoltán Jékely (2000, ales postum)
- Anna Jókai (1998, fondator)
- Ferenc Juhász  (1998, fondator)
- László Kálnoky (2000, ales postum)
- Sándor Kányádi (1998, fondator)
- György Kardos G. (2000, ales postum)
- Lajos Kassák (2009, ales postum)
- Imre Kertész (1998, fondator)
- György Konrád (1998, fondator)
- István Kormos (2000, ales postum)
- András Ferenc Kovács (2008)
- László Krasznahorkai (2004)
- Péter Kuczka (1998, fondator)
- István Lakatos (1998, fondator)
- Aladár Lászlóffy (1998, fondator)
- László Lator (1998, fondator)
- Ervin Lázár (1998, fondator)
- Balázs Lengyel  (1998)
- László Marsall (2005)
- Iván Mándy (1998, ales postum)
- Tibor Méray (1998, fondator)
- Miklós Mészöly (1998, fondator)
- György Moldova (1998, fondator)
- Péter Nádas (1998, fondator)
- László Nagy (1999, ales postum)
- Ágnes Nemes Nagy (1998, ales postum)
- László Németh (1998, ales postum)
- Imre Oravecz (2006)
- Ottó Orbán (1998, fondator)
- Géza Ottlik (2008, ales postum)
- Lajos Parti Nagy (1998, fondator)
- Géza Páskándi (2011, ales postum)
- György Petri (1998, fondator)
- János Pilinszky (1999, ales postum)
- György Rába (1998)
- Sándor Rákos (1998, fondator)
- Zsuzsa Rakovszky (1998, fondator)
- Ferenc Sánta  (1998, fondator)
- György Somlyó (1998, fondator)
- György Spiró (1998, fondator)
- András Sütő (1998, fondator)
- Lőrinc Szabó (1998, ales postum)
- Magda Szabó (1998, fondator)
- Károly Szakonyi (1998, fondator)
- István Szilágyi  (2010)
- Zsuzsa Takács (2006)
- Gyula Takáts (1998, fondator)
- Áron Tamási (1999, ales postum)
- Dezső Tandori (1998, fondator)
- Józsi Jenő Tersánszky (1999, ales postum)
- Ottó Tolnai (2001)
- József Utassy (2005)
- Pál Závada (2009)